# 투스테이
투스테이는 대한민국의 4인조 록 밴드이다.

## 음반
- 서바이벌 TOP밴드 Part.5 16강 나군-1 (2011)
- 서바이벌 TOP밴드 Part.8 8강 나군 [전설을 노래하라] (2011)
- Christmas Attack (2011)

## 방송
- 2011년 KBS2 TOP밴드 (시즌 1) - Top8 (8위)